# Іванівка (Нижньобурлуцький старостинський округ)
Іва́нівка (з 1805 до кінця ХІХ ст. — хутір, потім село Тихий Берег) — село в Україні, у Шевченківській селищній громаді Куп’янського району Харківської області. Населення становить 19 осіб. До 2020 орган місцевого самоврядування — Нижньобурлуцька сільська рада.

## Географія
Село Іванівка знаходиться на лівому березі річки Великий Бурлук, вище за течією на відстані 1 км розташоване село Тихий Берег (Великобурлуцький район) (зняте з обліку), нижче за течією на відстані 0,5 км розташоване село Шевченкове, на протилежному березі — село Шишківка. Селом тече балка Яр Абрамів.

## Історія
1805 — дата заснування як хутір Тихий Берег.
Кінець XIX ст. — перейменоване в село Іванівка.
7 (20) листопада 1917 року, відповідно до.Третього Універсалу Української Центральної Ради, увійшло до складу Української Народної Республіки.
12 червня 2020 року, відповідно до Розпорядження Кабінету Міністрів України № 725-р «Про визначення адміністративних центрів та затвердження територій територіальних громад Харківської області», увійшло до складу Шевченківської селищної територіальної громади.
19 липня 2020 року, в результаті адміністративно-територіальної реформи та ліквідації Шевченківського району, село увійшло до складу новоутвореного Куп'янського району Харківської області.